# John Peet

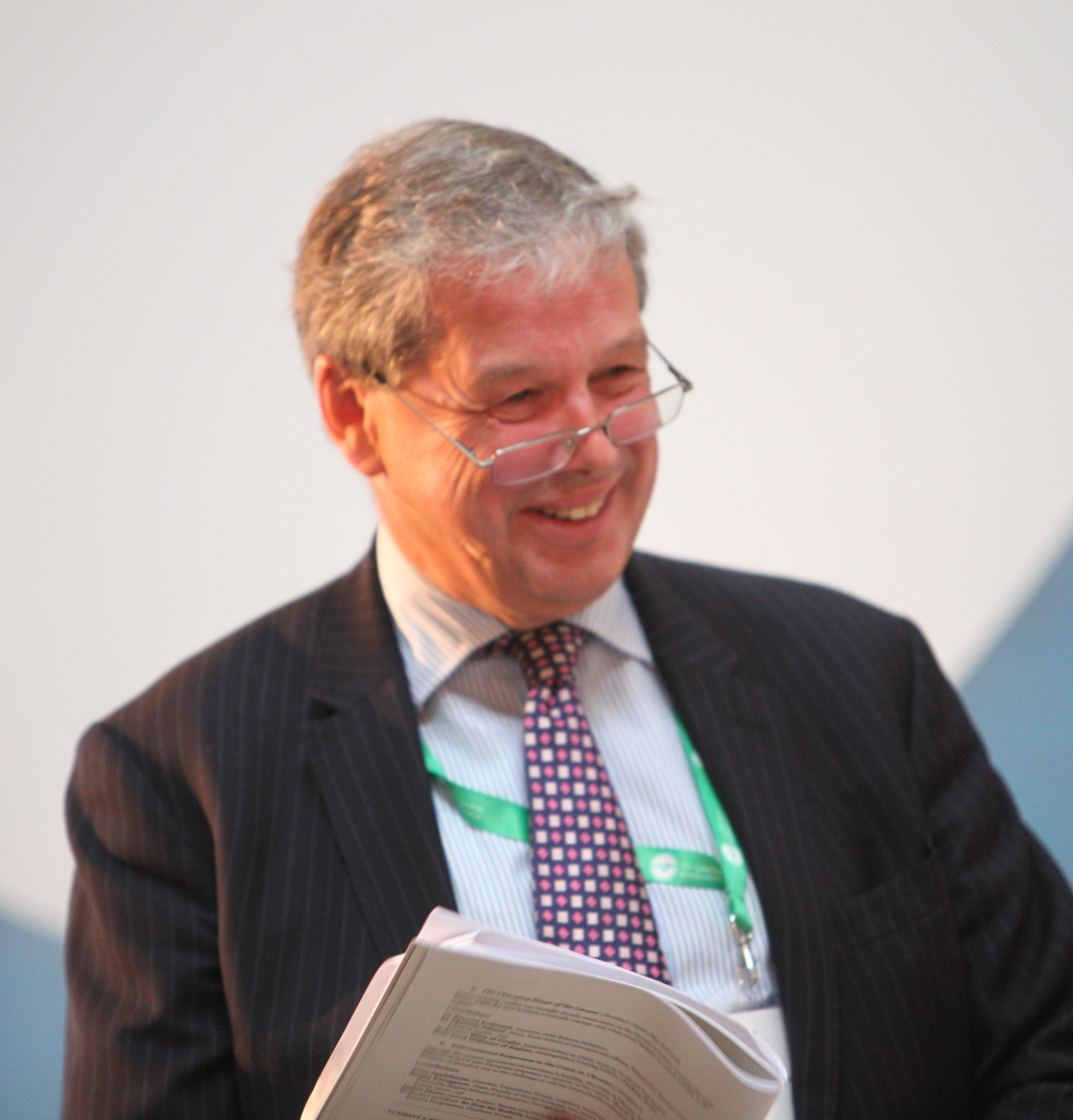
John Peet (2015)

John Graham Peet (Mombassa, 8 mei 1954) is een Brits econoom en journalist.

## Biografie[1]
John Peet studeerde onder andere aan het St John's College (Universiteit van Cambridge) en behaalde een master in de economie. Peet begon na zijn studies op het Britse ministerie van Financiën. Later werd hij te werk gesteld op het ministerie van Buitenlandse Zaken om in 1986 aan de slag te gaan bij The Economist. Hij was er tussen 1996 en 1999 correspondent voor Brussel en Washington. Tussen 2002 en 2015 was hij chef van de Europaredactie.
Hij is getrouwd en heeft drie kinderen.

## Selectie publicaties
- Unhappy Union: how the eurocrisis and Europe can be fixed (2014), co-auteur

- International Standard Name Identifier: 0000 0004 3657 9552
- Library of Congress Control Number: no2014099320
- Nationale Bibliotheek van Tsjechië: mub2015884277
- Système universitaire de documentation: 136081320
- Virtual International Authority File: 310521123
- WorldCat: E39PBJdmfjmFYr8yR8kRwBmDbd